# Last Thoughts on Woody Guthrie

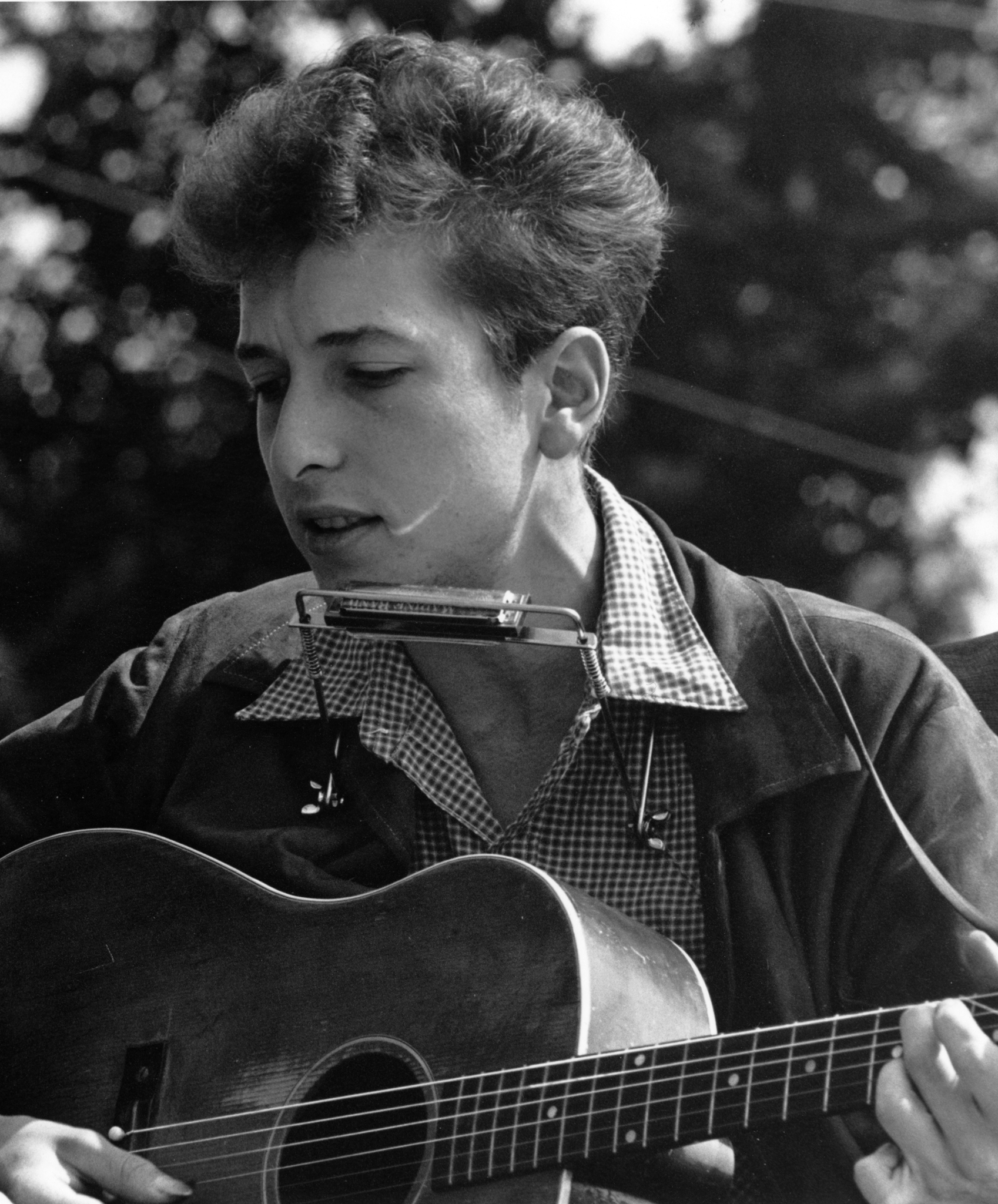
Bob Dylan im Jahr 1963, in dem Last Thoughts on Woody Guthrie entstand

Last Thoughts on Woody Guthrie ist ein Langgedicht von Bob Dylan aus dem Jahr 1963. Es beschreibt die erfolgreiche Suche des Protagonisten nach einem Ausweg aus Unzufriedenheit und Einsamkeit. Der Schlüssel liege in der Hoffnung. Diese sei in Gott ebenso zu finden wie in Woody Guthrie, und beiden könne man bei Sonnenuntergang im Grand Canyon begegnen. Damit räumt Dylan seinem Idol Guthrie trotz dessen schwerer Erkrankung einen hohen Stellenwert als Quelle der Hoffnung ein. Im Vergleich zu Song To Woody (1961) zeigt er hier aber eine größere künstlerische Unabhängigkeit, sodass der Text als Abschied von Guthrie lesbar wird. Weitere Themen sind die Natur und die Gesellschaft der USA.
Dylan trug den Text während seines ersten großen Konzerts am 12. April 1963 in der New Yorker Town Hall vor. Danach wurde die Aufnahme jahrelang in verschiedenen Raubkopien veröffentlicht, bis sie schließlich 1991 in der ersten Ausgabe von The Bootleg Series Vol. 1–3, Rare & Unreleased, 1961–1991, offiziell erschien. Gedruckt wurde Last Thoughts on Woody Guthrie erstmals 1973 in Writings and Drawings. Eric Clapton bezeichnete das Gedicht als die Zusammenfassung von Bob Dylans Lebenswerk. Der Musikjournalist Jim Beviglia nahm es in sein Buch über Dylans einhundert beste Songs auf.

## Aufbau

### Ausgangssituation
In den Versen 1 mit 26 wird die Ausgangssituation geschildert, auf die der Sprecher nicht vorbereitet war (Vers 25 und 26 „I never knew it was gonna be this way / Why didn’t they tell me the day I was born.“, Übersetzung: „Ich hab nie gewusst, dass es so sein würde / Warum hat man mir das nicht gesagt, als ich geboren wurde?“). Sie ist gekennzeichnet durch Unzufriedenheit und Einsamkeit.

### Suche nach Alternativen
In Vers 28 taucht erstmals das Motiv der Suche auf („And your’re lookin’ for somethin’ you ain’t quite found yet“, Übersetzung: „Und du suchst etwas, das du noch nicht so richtig gefunden hast“). Die Verse 27 mit 84 zeigen die bislang erfolglosen Versuche, die Ausgangssituation zu überwinden. Verse 56 und 57 drücken Selbstzweifel aus („And you say to yourself just what am I doin’ / On this road I’m walkin’, on this trail I’m turnin“, Übersetzung: „Und du sagst zu dir selbst: ‚Was mache ich nur / auf dieser Straße gehe ich, auf diesem Weg wende ich‘“), der Protagonist gibt aber nicht auf.

### Weg zum Ziel
Darauf folgt in den Versen 85 mit 113 die Beschreibung dessen, was der Protagonist für eine Verbesserung braucht. Dreimal kurz hintereinander wird betont, dass dafür etwas Besonderes nötig sei (Verse 82, 85 und 86 „something special“, Übersetzung: „etwas Besonderes“). Durch eine minimale Veränderung bricht Dylan in den Versen 98 und 99 die abgegriffene Formulierung something you seen before (Übersetzung: „etwas, das du früher schon gesehen hast“) auf: Durch But overlooked a hundred times or more (Übersetzung: „Aber schon hundertmal oder öfter übersehen“) wird klar, dass das eigentliche Sehen des Auswegs noch in der Zukunft liegt.
In dem zentralen Vers 109 wird dann das Ziel der Suche genannt: Eine Quelle von Hoffnung.
In einer langen Passage (Verse 114 mit 173) wird anschließend aufgezeigt, wo Hoffnung gerade nicht zu finden sei: nicht im Materiellen, weder im Geld (Vers 116 „on a dollar bill“, Übersetzung: „auf einem Ein-Dollar-Schein“) noch im glamourösen Luxus (Vers 118 „no rich kid’s road map“, Übersetzung: „nicht im Lebensplan (wörtlich: auf der Straßenkarte) eines reichen Kindes“; Vers 125 „No you can’t find it in no night club or no yacht club“, Übersetzung: „Nein, du kannst es in keinem Nachtclub oder Yachtclub finden“) und auch nicht bei Menschen mit hübscher Fassade, aber schlechtem Charakter (Vers 150 „Who’d turn yuh in for a tenth of a penny“, Übersetzung: „Die dich für einen zehntel Penny ausliefern“). Selbstironisch wird erwähnt, dass auch das aktuelle Bob-Dylan-Konzert keine Quelle von Hoffnung sei (Verse 128 und 129 „That no matter how hard you rub / You just ain’t a-gonna find it on yer ticket stub“, Übersetzung: „Dass du es einfach nicht auf deinem abgerissenen Ticket finden wirst, auch wenn du noch so sehr reibst“). All dies sei unecht (Vers 171, als einziger in Versalien geschrieben, „THAT STUFF AIN’T REAL“).
In den Versen 174 mit 180 wird Hoffnung in mehrere Metaphern gefasst (Vers 176: brennende Lampe, Vers 177: sprudelnde Ölquelle, Vers 178: scheinende Kerze). Der Umgang mit Klischees entspricht dabei dem, was Christopher Ricks als typisch für Dylan beschrieben hat: Die Verwendung wirft neues Licht auf ein altes Klischee, auf „eine Formulierung, die schon bessere Tage gesehen hat“. Die brennende (Öl-)Lampe, traditionell ein Symbol für Hoffnung, wird hier neben eine überdimensionale, sprudelnde (Erd-)Ölquelle gestellt. Die Verse 181 mit 185 machen deutlich, dass sich dem Suchenden nur zwei Wege zum Ziel öffnen. In den abschließenden Versen 186 mit 194 werden zwei gleichwertige Quellen von Hoffnung genannt: Sie liege in Gott, der in jeder Kirche zu finden sei, und in Woody Guthrie im Brooklyn State Hospital. Dabei ist die zweite Möglichkeit ganz konkret auf eine namentlich genannte Person beschränkt, die erste ist in ihrer Ausgestaltung vom Suchenden abhängig, da weder eine Religion noch ein genauer Ort genannt wird. Beide Hoffnungsspender seien nach Meinung des lyrischen Ich bei Sonnenuntergang im Grand Canyon präsent. Da sich dort die geologische Geschichte über Millionen von Jahren zurückverfolgen lässt, liegt der Gedanke an Gott nahe; doch auch dieses Klischee wird von Dylan gebrochen, indem er Woody Guthrie Gott gleichstellt.

## Form
Der Text lässt sich zwar als Langgedicht definieren, Bob Dylan lehnte den Begriff poem (Übersetzung: „Gedicht“) für Last Thoughts on Woody Guthrie jedoch explizit ab. In der ungekürzten Einleitung zu seinem Vortrag von 1963 heißt es „I have a po-- I have -- it’s not a poem here, but uh… it’s something, uh…“ (Übersetzung: Ich habe ein Ge… - - ich habe -- das ist kein Gedicht hier, aber ah… es ist etwas, ah…) Dylan sah den Text also ausdrücklich nicht als Gedicht, ordnete ihn aber auch nicht in eine andere literarische Form ein. Auf der Rückseite des Covers von Another Side of Bob Dylan vom August 1964 bezeichnete Dylan seine nicht zur Vertonung gedachten Texte als Some other kinds of songs und führt Last Thoughts on Woody Guthrie auf seiner Website auch bei den Songs auf. Der bekannte US-amerikanische Rockjournalist Paul Williams vertritt die Ansicht, man solle Dylan nicht als Dichter, sondern als „Musiker und Sänger betrachten, der gelegentlich auch ohne Melodie singt.“
Paul Williams bemerkt, das Gedicht bestehe größtenteils aus Reimpaaren, wobei gelegentliche Variationen des Reimschemas und nicht reimende Verse bewusst eingebaut wurden, um eine möglichst gute Wirkung zu erzielen. Bis etwa Vers 55 verwendet Dylan überwiegend Paarreime, einmal auch einen umarmenden Reim (Verse 23 mit 26). Einige davon sind unreine Reime (z. B. RAssonanz in Vers 23/26 storm / born). Der offene Zeilenfall, bei dem jeder Vers in einer Zeile erscheint, zieht sich durch den gesamten Text. Im Vortrag ist nicht zu erkennen, wo Verse beginnen und enden. Auffällig sind die zahlreichen Anaphern (z. B. beginnen die Verse 47 mit 56 jeweils mit And), häufig gekoppelt mit Parallelismen, die das Zuhören erleichtern.
Paul Williams zeigt, wie durch Syntax und Formen der Repetitio eine Art „monotonen Sprechgesangs“ entsteht: Die Struktur des unvollendeten when-Satzes in Vers 1 wird in den folgenden beiden Versen wiederholt, darauf folgen drei Verse, die mit if beginnen, und eine ganze Seite von and-Sätzen schließt sich an. Erst etwa in der Mitte des Gedichts wird der when-Satz aus Vers 1 weitergeführt, aber nicht beendet (When yer head gets twisted and yes mind grows numb…you need something, Übersetzung: „Wenn dein Kopf durcheinander ist und dein Verstand taub“ … „brauchst du etwas“). Unvermittelt schließt sich der nächste lange Satz an, der die Suche nach dem etwas zum Gegenstand hat. Er nennt zahlreiche Orte, an denen man nicht fündig werden kann, und mündet in einen Vorschlag, wo man Hoffnung finden könne. Williams bezeichnet diesen Sprechgesang als musikalischen Rhythmus, in der Sprache selbst sei Musik.
In den meisten Versen spricht Dylan den Hörer/Leser an (zum Beispiel Vers 2: „When you think…“, in Vers 154 nennt er ihn „my friend“), in wörtlicher Rede wird statt you das Pronomen I verwendet (z. B. Vers 166/167: „And you yell to yourself and you throw down yer hat / Sayin’, ‚Christ do I gotta be like that‘“, Übersetzung: „Und du schreist dich an und wirfst deinen Hut weg / und sagst: ‚Jesus, muss ich so sein?‘“) Durch den ständigen Wechsel zwischen der zweiten und ersten Person Singular (you – I) wird das Publikum in die Ernüchterung und die Ängste des Dichters einbezogen (z. B. Vers 24/25 „And to yourself you sometimes say / I never knew it was gonna be this way“, Übersetzung: „Und zu dir selbst sagst du manchmal: / ‚Ich wusste nicht, dass es so werden würde.‘“). Dylan bedient sich hier einer Bewusstseinsstromtechnik, die er auch in seiner Nobelpreisrede verwendete.
Es finden sich auch stilistische Bezüge zum Werk Woody Guthries:
Tara Zuk weist auf eine Aufnahme von Guthries Album Bound for Glory (1958) hin, in der der Sänger This Land Is Your Land mit ähnlichen Worten („because you’re either too old, too young, too fat or too slim or too ugly“, Übersetzung: „weil du entweder zu alt, zu jung, zu dick oder zu dünn oder zu hässlich bist“) beginnt.
In Dylans einleitenden Worten zum Gedichtvortrag von 1963 finden sich die Worte „So if you can roll along with this thing here this is […]“ (freie Übersetzung: „Wenn ihr also da mitschwingen könnt“). Eine ähnliche Formulierung „But me an’ th’ River’s gonna roll roll along somehow.“ (Übersetzung: „Aber ich und der Fluss strömen irgendwie dahin.“) verwendete Guthrie in der letzten Zeile von Ramblin’ Blues, einem Song über den Columbia River.
Vers 2 „When you think you’re too old, too young, too smart or too dumb“ (Übersetzung: „Wenn du denkst, du seist zu alt, zu jung, zu schlau oder zu dumm“) weist Ähnlichkeiten mit Woody Guthries Talking About Songs (1944) auf. Sowohl Guthries Text als auch Dylans Gedicht lassen sich als Ermutigungen für vom Leben benachteiligte Menschen lesen.

## Thematik

### Biografische Elemente
Dylans Beziehung zu Woody Guthrie ist Grundlage des Gedichts. Über weite Strecken enthält der Text Jugenderinnerungen Dylans an seine Suche nach sich selbst, bei der ihn Woody Guthrie begleitete.
1961 zog Dylan in den New Yorker Stadtteil Greenwich Village, lernte Woody Guthrie und Joan Baez kennen, hatte erste Auftritte und unterschrieb einen Vertrag bei Columbia Records. In den folgenden Jahren fasste er in der Folk-Szene Fuß und begründete mit dem Town-Hall-Konzert seine Rolle als eine der bedeutenden Stimmen dieser Musikrichtung. Gleichzeitig aber bewegte er sich damals schon auf das Ende dieser Phase zu, in der er sich künstlerisch stark an Woody Guthrie orientiert hatte. Gründe für die Veränderung waren Dylans wachsende Berühmtheit, sein veränderter Blick auf sich selbst und seine musikalischen Pläne. Nach dem Erscheinen seines Albums The Freewheelin’ Bob Dylan und dem Ende seiner Beziehung zu Suze Rotolo verließ Bob Dylan 1963 New York.
Bob Dylan nimmt in Last Thoughts on Woody Guthrie von seinem Idol Abschied. Aus diesem Blickwinkel lässt sich der Titel des Gedichts lesen, der auf den ersten Blick unverständlich klingt, da Guthrie erst 1967 starb. Letzte Gedanken sind hier also nicht als Epitaph zu verstehen, sondern verweisen auf ein Ende der ersten Phase von Dylans künstlerischem Leben und einem Übergang in eine neue. Dennoch wird am Ende des Gedichts Woody Guthrie ein hoher Stellenwert zugewiesen, indem er Gott als Quelle von Hoffnung gleichgesetzt wird. Der Optimismus, der aus dem Gedicht spricht, ist eine Verbindung zu Woody Guthrie.

### Americana

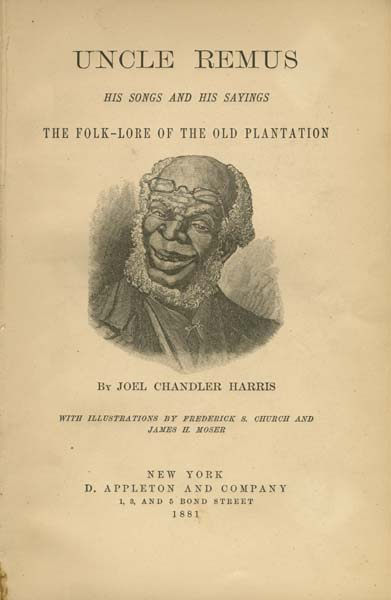
Uncle Remus, His Songs and His Sayings: The Folk-Lore of the Old Plantation, 1881

Mehrfach finden sich Bezüge des Textes zur Gesellschaft der Vereinigten Staaten. Dylan benutzt hierfür Elemente, die der Americana zuzurechnen sind: Die Verse 38 ff. („And you figured you failed in yesterday’s rush / When you were faked out an’ fooled while facing a four flush / And all the time you wer holdin’ three queens“, Übersetzung: „Und du gestern in deiner Glückssträhne dachtest, du hättest es vergeigt, als du getäuscht und in dem Glauben gehalten wurdest, dein Gegner habe einen Flush, während du die ganze Zeit drei Damen hattest“) beziehen sich auf Poker, das Dylan nach eigenen Angaben häufig spielte. Der Protagonist hatte das ganze Spiel über mit drei Damen, einem Drilling, vergleichsweise gute Karten. Doch er ließ sich von einem Mitspieler bluffen: Dieser hatte vier Karten einer Farbe, es fehlte ihm also eine zum Flush – er konnte nur gewinnen, weil der Protagonist sich täuschen ließ und mitten in einer Glückssträhne („rush“) aufgab. Vers 92 („You need a Greyhound bus that don’t bar no race“) stellt eine Verbindung zu Hibbing her, wo Bob Dylan seit seinem sechsten Lebensjahr wohnte und die Greyhound-Gesellschaft 1914 gegründet worden war. Der Vers nimmt Bezug auf die Rassentrennung und schafft möglicherweise eine Verbindung zu Rosa Parks. In Vers 135 heißt es „And Uncle Remus can’t tell you and neither can Santa Claus“ (Übersetzung: „Und Onkel Remus kann es dir nicht sagen und der Weihnachtsmann auch nicht“). Uncle Remus ist eine von dem amerikanischen Journalisten und Schriftsteller Joel Chandler Harris zunächst für eine Sammlung afroamerikanischer Volkserzählungen aus dem Jahr 1881 geschaffene Figur, die die Erzählerrolle innehat. In den Geschichten der insgesamt sieben Bände spiegelt sich die Welt der alten Plantagen der amerikanischen Südstaaten (Deep South) wider: von Sklaven, die weder schreiben noch lesen können, dafür aber hervorragende Erzähler von Geschichten sind, die vom Vater an den Sohn weitergegeben werden.
In dem Vers „And it ain’t in no fat kid’s fraternity house“ (Übersetzung: „Und sie ist in keinem Wohnheim für Dicke einer Studentenverbindung“) sieht David Pichaske, Professor für englische Literatur an der Southwest Minnesota State University, Dylans Rache an der Studentenverbindung Sigma Alpha Mu Fraternity. In seiner ersten Zeit an der Universität hatte Dylan in einem Haus dieser renommierten Fraternity gewohnt. Dazu habe ihm sein Cousin, der Jura studierte, geraten, weil man dort Orientierung und gesellschaftliche Verbindungen finden könne. Doch Dylan, so sein Vater, habe seine Mitbewohner für verwöhnte Angeber gehalten. Schon am Ende des ersten Semesters habe er das Haus wieder verlassen, nachdem man dort versucht habe, ihn zu mehr Fleiß und Anpassung zu bewegen.
Stellenweise verschränkt Bob Dylan auch zwei Klischees und wirft so ein neues Licht auf sie. In Vers 149 spricht er von fifty-star generals, in denen das Ziel nicht zu suchen sei. Der höchste Rang in dieser Dienstgradgruppe ist jedoch Viersternegeneral, die fünfzig Sterne beziehen sich auf die Flagge der Vereinigten Staaten.

### Natur
Die Ausgangssituation des Textes beschreibt die Zerstörung der Natur (Vers 17 und 18 „And yer sun-decked desert and evergreen valleys / Turn to broken down slums and trash-can alleys“, Übersetzung: „Und deine sonnenbeschienene Wüste und deine immergrünen Täler werden zu heruntergewirtschafteten Slums und Alleen aus Mülltonnen“). Eine solche Darstellung von Natur findet sich auch in anderen Dylan-Texten aus der Mitte der 1960er Jahre, etwa It’s Alright Ma (I’m Only Bleeding). Für Dylan war Natur immer eine Quelle von Erholung, und der Protest gegen den verantwortungslosen Umgang damit zieht sich durch sein gesamtes Werk. Der Inhalt der Schlussverse von Last Thoughts on Woody Guthrie, man könne sowohl Gott als auch Woody Guthrie bei Sonnenuntergang im Grand Canyon finden (Vers 192 mit 194), bringt die Bedeutung der Natur und des amerikanischen Westens zum Ausdruck, der historisch für den Freiheitstraum steht.

## Bezüge zu Dylans Biografie

### Bob Dylan und Woody Guthrie

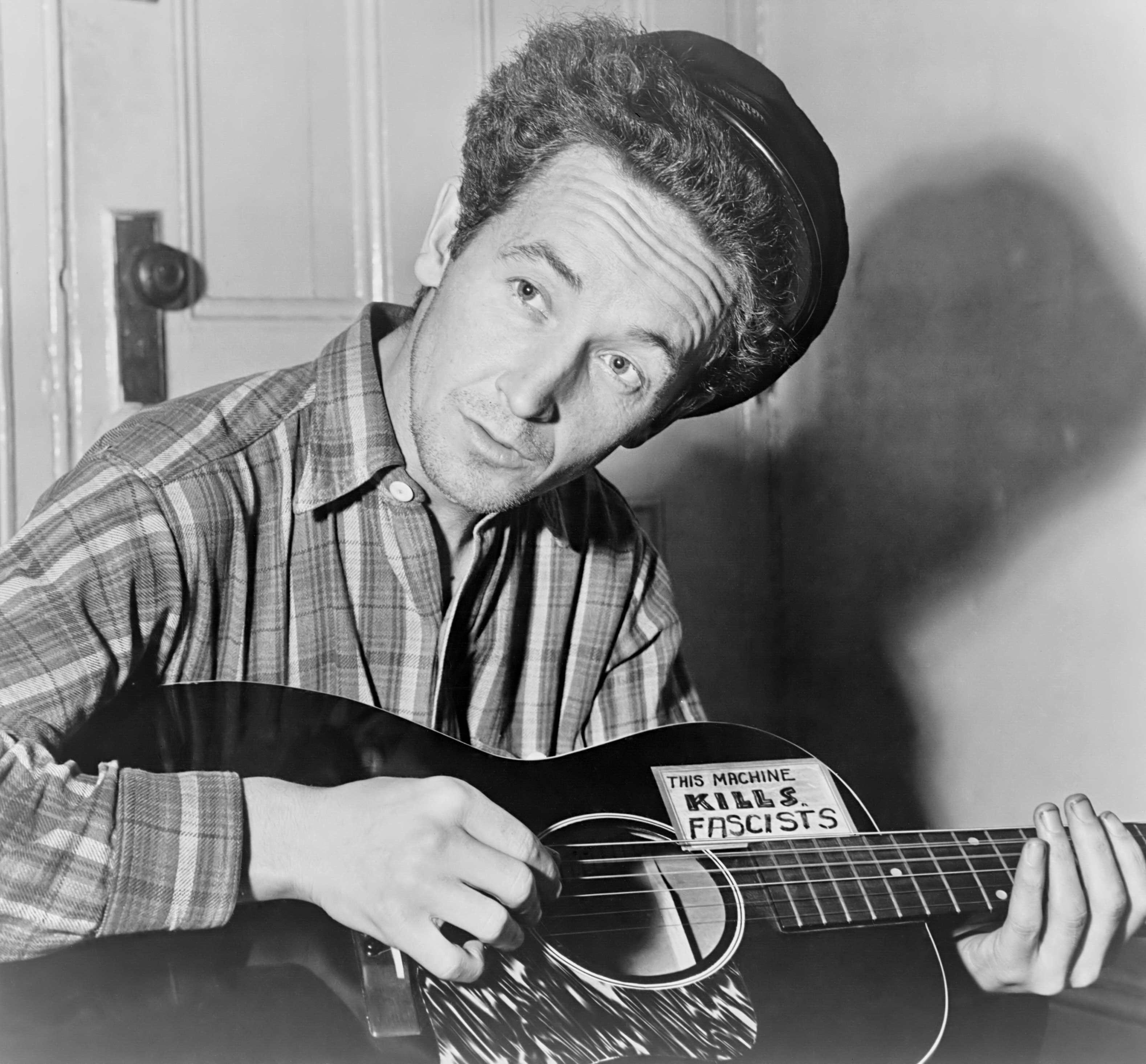
Woody Guthrie, 1943

Dylan las 1960 Guthries Autobiografie Bound for Glory, die die Verhältnisse in den USA zur Zeit der Wirtschaftskrise der 1930er Jahre zeigt und das Versprechen des amerikanischen Mythos der Selbstbestimmung und Freiheit in sich trägt. In den 1960er Jahren hatte sich die wirtschaftliche Lage für viele US-Amerikaner verbessert. In Dylans Umfeld lebte man nicht aus Not genügsam, sondern um sich ganz einem höheren Ziel, der Kunst, widmen zu können. Guthries Faszination für ihn beruhte nach Dylans eigenen Worten darauf, dass Folksongs aus der unmittelbaren Gegenwart hinauswiesen.
Court Carney führt an, Woody Guthrie habe Bob Dylan eine Identität gegeben, „eine Maske, die er tragen konnte, etwas, an das er sich halten konnte“. Dylan bewegte sich wie Guthrie in einem sehr breiten Themenfeld. In manchen von Guthries Texten sind politische Themen wie die Werte der Arbeiterklasse zentral, in anderen werden sie nur gestreift; auch die Okies und der Dust Bowl spielen eine Rolle. Dylan orientierte sich anfangs stark an Guthrie; so lernte er viele seiner Songs, näselte und trat im Arbeiterhemd auf, und auch bei ihm verwischten sich die Grenzen zwischen Realität und Fiktion.
Woody Guthrie litt an Chorea Huntington, einer erblichen Erkrankung des Gehirns, an der schon seine Mutter gestorben war. Er war deswegen viele Jahre in psychiatrischen Kliniken: von 1956 bis 1961 im Greystone Park Psychiatric Hospital, von 1961 bis 1966 im Brooklyn State Hospital (dem heutigen Kingsboro Psychiatric Center) und von 1966 bis zu seinem Tod 1967 im Creedmoor Psychiatric Center im New Yorker Stadtteil Queens.
Dylan lernte Guthrie 1961 persönlich kennen, als er ihn im Greystone Hospital in New Jersey besuchte und ihm seine Komposition Song for Woody vorspielte. Mit der Zeit fühlte sich Dylan durch die Orientierung an seinem Vorbild eingeschränkt und brach ab Mitte der 1960er Jahre mit den Traditionen und den Regeln, die die Wiederbeleber der Folkbewegung aufgestellt hatten. An einem gewissen Punkt hörte er auf, Guthrie zu besuchen; er schreibt, die Besuche seien „ernüchternd und auszehrend“ gewesen. Er habe erkannt, dass Guthrie ihm nicht helfen könne; so sei Woody Guthrie sein letztes Idol gewesen.

### Bezüge zu anderen Musikern
Vor allem in der Street-Legal-Periode, aber auch zu anderen Zeiten finden sich in Dylans Texten Bezüge zu Bluestexten. Die Verse „And though it’s only my opinion, / I may be right or wrong“ (Übersetzung: „Allerdings ist das nur meine Meinung und ich kann richtig oder falsch liegen“) am Ende des Gedichts lassen an „Baby it’s your opinion, oh I may be right or wrong“ und „It’s your opinion, fried-girl, I may be right or wrong“ aus When You Got A Good Friend des Bluesmusikers Robert Johnson denken, von dem Dylan inspiriert war.

## Stellung des Gedichts im Werk
Paul Williams stellt eine Verbindung des Stils von Last Thoughts on Woody Guthrie zu späteren Texten her. Er sieht den Schreibstil in Advice for Geraldine on Her Miscellaneous Birthday (1964) fortgeführt und stellt eine Verbindung zu Subterranean Homesick Blues (1965) her, das er als „brilliantes frühes Beispiel für Rap-Musik“ bezeichnet: Der Schreibende nehme sich nicht Zeile für Zeile vor, sondern der Fluss der Sprache bewege sich auf das Ende des Abschnitts, des grundlegenden Gedankens und Gefühls zu. 1963 hatte Dylan stark mit Texten außerhalb der Liedform experimentiert (u. a. My Life in A Stolen Moment, For Dave Glover), die viel darüber aussagen, wer er war und wie er sich sah. Auch der Gedichtzyklus 11 Outlined Epitaphs entstand 1963.
1961 hatte Dylan Song To Woody geschrieben, den ersten seiner Texte, in denen Guthries Name vorkommt. Während dieser Song von 1961 ganz in der Tradition Guthries geschrieben ist, wählte Dylan bei Last Thoughts on Woody Guthrie eine freie lyrische Form, einen Bewusstseinsstrom, der an Walt Whitman denken lässt. Die Bewegung hin zu einer künstlerischen Unabhängigkeit manifestiert sich also auch in der Form. Zu bemerken ist auch, dass Song To Woody aus Dylans Live-Set verschwand, als der Künstler bei Columbia Records unterschrieben hatte. Damals hatte sich seine Sichtweise so verändert, wie er sie in Last Thoughts On Woody Guthrie und Letter to Woody formulierte. Letzteres ist der sechste Text der im Herbst 1963 geschriebenen 11 Outlined Epitaphs (Übersetzung: 11 Skizzen für einen Grabstein). Dylan platzierte ihn auf der Hülle seines dritten Albums. Darin schildert der Autor in freier Versform, wie Guthrie sein erstes und letztes Idol war.

## Veröffentlichung

### Town-Hall-Konzert
Last Thoughts on Woody Guthrie trug Bob Dylan als einziges Gedicht aus seiner Feder jemals vor. Er trug es während seines ersten großen Konzerts in der New Yorker Town Hall am 12. April 1963 vor.
Bei dem Auftritt in der Town Hall stellte Dylan mehrere neue Kompositionen vor, zum Beispiel Tomorrow Is a Long Time, Dusty Old Fairgrounds, Ramblin' Down Thru the World und Bob Dylans’ New Orleans Rag. Am Ende des Konzerts kehrte Bob Dylan auf die Bühne zurück, um zum ersten und letzten Mal sein Gedicht Last Thoughts on Woody Guthrie zu präsentieren. Er trug den Text mit deutlicher Akzentuierung der Verse, aber in hohem Tempo und mit verhalten-monotoner Stimme vor; das nahm dennoch über sieben Minuten in Anspruch. Dylan erhielt Standing Ovations.
Der Text war als Beitrag zu einer Sammlung zu Ehren des schwer kranken Woody Guthrie geplant. Er habe ihn geschrieben, als er im Vorfeld der Veröffentlichung einer Guthrie-Biografie gebeten wurde, in 25 Wörtern aufzuschreiben, was Woody Guthrie ihm bedeute. Dies sei ihm nicht möglich gewesen, er habe fünf Seiten geschrieben, und die habe er zufällig bei sich.
In der ursprünglichen, unbearbeiteten Einleitung von 1963, die auf den Raubpressungen zu hören ist, hebt Dylan Woody Guthries Bedeutung für ihn wesentlich deutlicher hervor als dies nach den Streichungen in der Veröffentlichung von 1991 zu erkennen ist (“[Guthrie’s appeal] […] cannot really be told in how many records of his I buy, or this kind of thing. It’s, uh… a lot more than that, actually.”, Übersetzung: „Guthries Anziehungskraft… kann nicht wirklich daran abgelesen werden, wie viele seiner Platten ich kaufe oder so etwas. Es ist, ah… sehr viel mehr als das, in der Tat.“). Wilmeth sieht im ursprünglichen Text „einen ungeschützten Moment des Eingeständnisses von Verehrung“.
O’Brian bemerkt in Bob Dylans Vortragsweise während des Town-Hall-Konzerts Anklänge an Guthrie. So wurden eine Reihe von auslautenden gs weggelassen, was bei Guthrie häufig vorkommt.
Dieses Phänomen findet sich unter anderem in Guthries Versen „People came runnin’, lookin’, dogs a-barkin“ (in Talking Fish Blues) und „To set on your tables that light sparklin’ wine“ (in Pastures of Plenty).
Hinzu kommt der immer wieder hörbare, für Guthrie typische Oklahoma-Akzent, den Dylans Kollegen aus Minnesota als aufgesetzt bezeichneten. Pichaske bemerkt die Anlehnung an Guthrie, hebt aber auch die Stellen hervor, an denen Dylan bei der in Minnesota üblichen Aussprache bleibt: Beispielsweise sei das o lang, hundred werde hunert gesprochen, figured figgerd, window bleibe window und werde nicht zu Guthries winder. Dylans schnelle Vortragsweise könne der Betonung der Tetraeder dienen oder sei vielleicht Ausdruck von Nervosität, unterscheide sich jedenfalls von Dylans Stimme bei anderen Auftritten. Beviglia bezeichnet Dylans Vortragsweise als „hastig“ und sieht darin den Ausdruck dessen, dass viel in kurzer Zeit gesagt werden müsse.

### Aufnahmen und Printausgaben
Das Gedicht war zur Veröffentlichung in dem nie produzierten Album Bob Dylan in Concert vorgesehen. Dafür waren noch drei Songs aus dem Konzert in der Town Hall (John Brown, Dusty Old Fairgrounds und Bob Dylan’s New Orleans Rag) und fünf aus dem Konzert in der Carnegie Hall im Oktober 1963 geplant (When The Ship Comes In, Who Killed Davey Moores?, Lay Down Your Weary Tune, Percy’s Song und Seven Curses).
Ab 1970 wurde es jahrelang in verschiedenen Raubkopien veröffentlicht, zuerst 1970 in dem Bootleg-Album While the Establishment Burns. Es folgten weitere, unter anderem Mitte der 1970er Jahre Are You Now of Have You Ever Been?, 1985 die Box Ten Of Swords, 1988 Talking Too Much und 1997 In Concert
(1997)
Offiziell war der Text 1991 erstmals auf der ersten Ausgabe der The Bootleg Series Vol. 1–3, Rare & Unreleased, 1961–1991 zu hören. Dort fehlen im Vergleich zur Town-Hall-Version Teile der Einleitung. Die Streichungen geschahen, so Wilmeth, vermutlich mit Dylans Zustimmung. Der Text des Gedichts aber ist identisch mit dem aus der Aufnahme von 1963.
In gedruckter Form erschien Last Thoughts on Woody Guthrie erstmals 1973 in Writings And Drawings, einer Sammlung von Dylans Songs und verschiedener anderer Texte von 1961 bis 1971. Dort wurden nicht nur mehr als sechzig Lieder veröffentlicht, die auf keiner Platte zu hören waren, sondern auch eine Reihe von anderen Texten wie My Life In A Stolen Moment und Advice for Geraldine on Her Miscellaneous Birthday (1965), die auf Handzetteln auf Dylans Konzerten verteilt worden waren. Während Dylan die abgedruckten Liedtexte umfassend veränderte, nahm er bei Last Thoughts on Woody Guthrie keine Eingriffe vor.
Später wurde das Gedicht auch in anderen Textsammlungen von Bob Dylan abgedruckt, unter anderem Lyrics, 1962–1985.
Manuskripte oder Typoskripte wurden jedenfalls bis 2011 nicht veröffentlicht.
Nach Ansicht von James O’Brien gibt es Hinweise darauf, dass Dylans offizielle Archivare Zugang zu Typoskripten haben, die jedoch nicht zugänglich sind.

## Würdigung und künstlerische Bearbeitungen
Eric Clapton sagte 1987 in einem Interview, Last Thoughts on Woody Guthrie sei in seinen Augen die Zusammenfassung von Bob Dylans Lebenswerk.
Jim Beviglia, Musikjournalist bei der Zeitschrift American Songwriter, nahm das Gedicht in sein Buch über Dylans einhundert beste Songs auf und bezeichnete es als „überragenden Versuch“ Dylans, Guthries Bedeutung für ihn darzulegen. Martin Schäfer erkennt dem Gedicht eine besondere Stellung zu, weil es einen von Dylans Träumen formuliere: Den „Natur-Traum“ seiner Kindheit im hohen Norden der USA. Schäfer lässt offen, ob es sich dabei um „arkadische Visionen oder persönliche Utopie“ handelt.
Michael Gray hält Guthries Gleichsetzung mit Gott in Last Thoughts on Woody Guthrie für ein überraschendes Zeichen dafür, wie groß Guthries Einfluss auf Dylan immer noch war.
Der Text inspirierte andere Künstler zu Bearbeitungen. 2006 verwendete Joakim Trastell zwei Zeilen aus dem Gedicht in seinem Song I Ain’t Gonna Pin My Hopes on That. 2017 kreierte die Tänzerin und Choreografin Emma Portner mit dem Tänzer Aidan Carberry und Kameramann Elliott Sellers eine Tanzperformance zum Gedicht. 2019 nahm die Soul-Sängerin P. P. Arnold eine zehnminütige Vertonung des Gedichts in ihr Album The New Adventures of… P.P. Arnold auf.
Der Blogger Robert MacMillan, der die Meinung vertritt, jedes Dylan-Werk könne in einem Haiku zusammengefasst werden, wählte in seinem Haiku 61 diese Worte:
„Want to fix your blues?
Woody Guthrie has the tool
Inside his songbox.“
(Übersetzung: Willst Du Deiner Melancholie entkommen? / Woody Guthrie hat das Werkzeug dafür / In seinem Liederkasten) (Anmerkung: Das englische Wortspiel toolbox – songbox lässt sich im Deutschen nicht adäquat wiedergeben)

## Tonaufnahmen
- Bob Dylan – Live In New York 1963. Black Panther Records – BPCD 020 (inoffizielle Veröffentlichung)[70]
- The Bootleg Series Vols 1–3: (Rare and Unreleased); 1961–1991. (erste offizielle Veröffentlichung) Columbia, 26. März 1991.

## Textausgaben
Das Gedicht ist in folgenden Textausgaben enthalten:
- Bob Dylan: Writings and Drawings. Alfred A.Knopf, New York 1973 (Deutsch von Carl Weissner. Zweitausendeins, Frankfurt 1975).
- Bob Dylan: Lyrics, 1962–1985. Alfred A.Knopf, New York 1985. Nachdruck der Ausgabe von 1973 und Erweiterung.
- Bob Dylan: Chronicles: Volume One. Simon & Schuster, New York 2004.
- Bob Dylan, Heinrich Detering (Herausgeber und Übersetzer): Planetenwellen. Gedichte und Prosa. Originaltext und deutsche Übersetzung. Hoffmann und Campe, Hamburg 2017, ISBN 978-3-455-00118-1, S. 56–73